# 尹光 (足球运动员)
尹光（1984年1月7日—）是中华人民共和国一名朝鲜族足球运动员，现效力于中超联赛球队延边富德，司职守门员。
尹光1999年进入延边二队，凭借出色的发挥占据主力门将位置。2000年延边队前身吉林敖东队降级至甲B，一线队被卖给了浙江绿城。2001赛季延边队提升部分二队球员补充入一队参加乙级联赛，从此尹光开始成为一队成员。2012年9月3日与相恋4年的女友全明姬结婚。　